# Іенаґа Акіхіро
Акіхіро Іенаґа (яп. 家長 昭博, нар. 13 червня 1986, Наґаока-кьо) — японський футболіст, півзахисник клубу «Омія Ардія».
Виступав, зокрема, за клуб «Ґамба Осака», а також національну збірну Японії.

## Клубна кар'єра
Народився 13 червня 1986 року в місті Наґаока-кьо. Вихованець футбольної школи клубу «Ґамба Осака». Дорослу футбольну кар'єру розпочав 2004 року в основній команді того ж клубу, в якій провів чотири сезони, взявши участь у 87 матчах чемпіонату і виграв за цей час чемпіонат, кубок і суперкубок Японії.
У 2008 року перейшов на правах оренди в клуб «Ойта Трініта», де провів два роки, після чого був орендований іншим клубом з Осаки, «Сересо Осака». У грудні 2008 року був на перегляді в англійському клубі «Плімут Аргайл», який хотів підписати з ним контракт, але відмовився від цих планів, коли гравцеві було відмовлено в дозволі на роботу в Англії.
У грудні 2010 року підписав контракт з іспанським клубом «Мальорка». До кінця сезону японець зіграв у 14 матчів у Ла Лізі і забив 2 голи, проте з наступного сезону втратмв місце в основі і здавався в оренду до корейського «Ульсан Хьонде» та рідної «Ґамба Осаки».
На початку 2014 року підписав повноцінний контракт з клубом «Омія Ардія». Відтоді встиг відіграти за команду з міста Омія 89 матчів в національному чемпіонаті.

## Виступи за збірну
Виступав за молодіжну збірну Японії на чемпіонат світу серед молодіжних команд 2005 року, що проходив у Нідерландах.
Дебютував у складі національної збірної Японії 24 березня 2007 року в товариському матчі проти збірної Перу, замінивши на 85-й хвилині Кейту Судзукі. Наразі провів у формі головної команди країни 3 матчі.

## Статистика
Статистика виступів у національній збірній
| Збірна Японії | Збірна Японії | Збірна Японії |
| Роки          | Ігри          | голи          |
| ------------- | ------------- | ------------- |
| 2007          | 1             | 0             |
| 2008          | 0             | 0             |
| 2009          | 0             | 0             |
| 2010          | 0             | 0             |
| 2011          | 2             | 0             |
| Усього        | 3             | 0             |

## Досягнення
- Джей-ліга
  -  Чемпіон (5): 2005, 2017, 2018, 2020, 2021

- Кубок Джей-ліги
  -  Володар (3): 2007, 2008, 2019

- Кубок Імператора
  -  Володар (3): 2009, 2020, 2023

- Суперкубок Японії
  -  Володар (3): 2007, 2019, 2021

- Кубок чемпіонів А3 (Кубок чемпіонів країн Східної Азії)
  -  Фіналіст (1): 2006